# Dunlop (ort)
Dunlop är en ort i Storbritannien.   Den ligger i kommunen East Ayrshire och riksdelen Skottland, i den centrala delen av landet, 500 km nordväst om huvudstaden London. Dunlop ligger 133 meter över havet och antalet invånare är 844.
Terrängen runt Dunlop är lite kuperad. Runt Dunlop är det ganska tätbefolkat, med 104 invånare per kvadratkilometer. Närmaste större samhälle är Paisley, 14,8 km norr om Dunlop. Trakten runt Dunlop består i huvudsak av gräsmarker.